# Courtemont-Varennes
Courtemont-Varennes – miejscowość i gmina we Francji, w regionie Hauts-de-France, w departamencie Aisne.
Według danych na styczeń 2014 roku gminę zamieszkiwały 323 osoby, a gęstość zaludnienia wynosiła 53,7 osób/km².